# Naka (Kanagawa)
Naka - 中郡, Naka-gun (japonès) - és un dels districtes de la prefectura de Prefectura de Kanagawa, Japó. En formen part del districte els municipis d'Ōiso i Ninomiya.